# N'monix
N'monix (= mnemonic of ezelsbruggetje) is het vijfde studioalbum van Nick Magnus. De titel van het album verwijst deels naar Mnemosyne, godin van geheugen. Het album is opgedragen aan de vader van de artiest die in 2013 overleed. De muziek bestaat grotendeels uit progressieve rock.
Magnus had zijn vroegere bandleider Steve Hackett weer gevraagd mee te doen op enige tracks. Een andere opvallende artiest is Tony Patterson, die al eerder bij Magnus zong, hij is zanger van ReGenesis, een band die alleen muziek speelt van Genesis, de voormalige band van Hackett.
Het album werd goed ontvangen binnen de niche van de progressieve rock.

## Musici
- Nick Magnus – zang op 3, 4 en alle muziekinstrumenten behalve
- Tony Patterson –zang op tracks 1, 3
- Kate Faber – sopraan op 2
- Peter Hicks – zang op 5
- Steve Hackett – gitaar op 5, 6, 7, 8
- Andy Neve – achtergrondzang op 5, 8
- Tim Bowness – zang op 6
- Rob Townsend – sopraansaxofoon en dwarsfluit op 6
- James Reeves – zang op 8

## Muziek
| Nr. | Titel                                                        | Duur |
| --- | ------------------------------------------------------------ | ---- |
| 1.  | Time (Muziek: Nick Magnus, Tekst: Dick Foster)               | 6:22 |
| 2.  | Memory (Muziek: Nick Magnus, Tekst: Dick Foster)             | 5:22 |
| 3.  | Kombat kid (Muziek: Nick Magnus, Tekst: Dick Foster)         | 6:25 |
| 4.  | Headcase (Muziek: Nick Magnus, Tekst: Dick Foster)           | 3:47 |
| 5.  | Eminent Victorians (Muziek: Nick Magnus, Tekst: Dick Foster) | 6;59 |
| 6.  | Broken (Muziek: Nick Magnus, Tekst: Dick Foster)             | 8:03 |
| 7.  | Shadowland (Muziek: Nick Magnus)                             | 2:49 |
| 8.  | Entropy (Muziek: Nick Magnus, Tekst: Dick Foster)            | 6:46 |

Memory is geschreven in de stijl van de Adiemusreeks van Karl Jenkins, Kombat kid gaat over verslaving aan videogames en bevat de zinsnede 'Richard of York gave battle in vain', het Engelse ezelsbruggetje voor de kleuren in de regenboog. In Eminent Victorians worden Joseph Bazalgette, Oscar Wilde, Gilbert en Sullivan, Charlotte Brontë, Emily Brontë, Florence Nightingale, Victoria van het Verenigd Koninkrijk, Michael Faraday, Beatrix Potter, Isambard Kingdom Brunel en Darwin aangehaald. In dat nummer wordt gezongen over het geheugensteuntje voor zeven heuvelen van Rome ('Can Queen Victoria eat cold apple pie'); in Headcase voor de beenderen in de schedel ('Old people from Texas eat spiders').